# Corticale renale

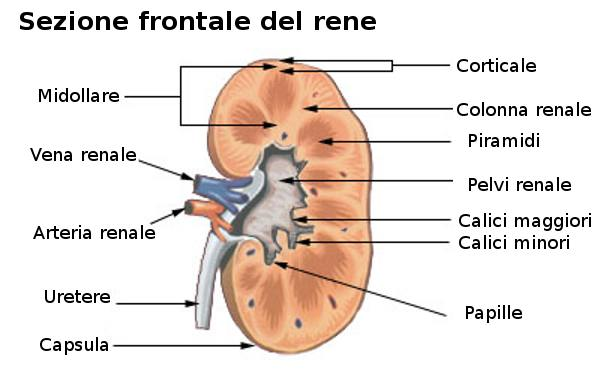
Sezione frontale di un rene

La corticale renale è la porzione sottocapsulare del rene, posta tra la midollare interna e la capsula renale esterna. 
Una porzione di essa riveste le basi delle piramidi renali del Malpighi (della midollare) e viene chiamata arco renale, mentre ciascuna porzione contigua che si approfonda tra due piramidi renali viene detta colonna renale di Bertin.
Nella corticale si trovano i corpuscoli e parti dei tubuli renali, vasi sanguigni, dotti reunienti e le porzioni corticali dei dotti collettori. L'ultrafiltrazione renale, che avviene nei corpuscoli renali, ha quindi sede nella corticale.
La corticale ha consistenza minore rispetto alla midollare, ha aspetto granuloso ed appare di colore giallastro.

## Struttura
Il parenchima corticale può essere distinto in due parti: la parte radiata e la parte convoluta.
La parte radiata è costituita dai raggi midollari (di Ferrein), che paiono dipartirsi dalla base delle piramidi e si assottigliano a breve distanza dalla superficie; sono costituiti dalle parti rette dei tubuli dei nefroni corticali, ovvero quelli il cui corpuscolo si trova più lontano dalla midollare, che si approfondano poi nella midollare con l'ansa di Henle. 
La parte convoluta, o labirinto renale, occupa invece lo spazio più esterno del parenchima corticale, quello tra i raggi e le colonne renali, ed è formata dai corpuscoli renali e dai tubuli contorti dei nefroni.

## Fonti
- Giuseppe Anastasi, et al., Trattato di anatomia umana, vol. 2, 4ª ed., Milano, Edi.Ermes, 2006,  p. 311, ISBN 978-88-7051-286-1.
- M.H. Ross, W. Pawlina, Istologia. Con elementi di Biologia cellulare e molecolare, Casa Editrice Ambrosiana, 2010.
- S. Standring (a cura di), Anatomia del Gray. Le basi anatomiche per la pratica clinica, Elsevier Masson, 2008.